# Antônio Carlos (Minas Gerais)
Antônio Carlos es un municipio brasileño del estado de Minas Gerais. Su población estimada en 2018 es de 11 432 habitantes, según el Instituto Brasileño de Geografía y Estadística (IBGE).

## Historia y toponimia
Antônio Carlos surge del asentamiento de agricultores en tierras del municipio de Barbacena. En 1728 se crea el Arraial da Igreja Nova de Borda do Campo. El distrito, denominado al principio Bias Fortes, después Sítio, recibió su nombre definitivo en 1948, cuando fue elevado a la categoría de municipio, en homenaje a Antônio Carlos Ribeiro de Andrada, presidente de Minas Gerais nacido en Barbacena en 1870.
Cortado por la Serra da Mantiqueira, el municipio se encuentra a 1040 metros sobre el nivel del mar. El clima de la región hizo que en este municipio se mantuviera por algún tiempo el Sanatorio Mantiqueira, establecimiento hospitalario, destinado al tratamiento de enfermedades del aparato respiratorio, cerrado en 1954.

## Clima
Según la clasificación climática de Köppen, el municipio se encuentra en el clima tropical de altitud Cwa.

## Personas destacadas
- Henrique Teixeira Lott (1894-1984), mariscal del ejército de Brasil.[8]